# 魏氏马先蒿
魏氏马先蒿（学名：Pedicularis wilsonii）为列当科马先蒿属的植物，是中国的特有植物。分布于中国大陆的西部等地，目前尚未由人工引种栽培。